# Knutwil
Knutwil (gsw. Chnuutu) – miejscowość i gmina w środkowej Szwajcarii, w kantonie Lucerna, w okręgu Sursee.

## Demografia
W Knutwil mieszka 2 325 osób. W 2021 roku 10,8% populacji gminy stanowiły osoby urodzone poza Szwajcarią. 

## Transport
Przez teren gminy przebiegają autostrada A2 oraz droga główna nr 2. 